# 史密斯威森3型轉輪手槍
史密斯威森3型（英語：Smith & Wesson Model 3），或史密斯威森3號（英語：Smith & Wesson No.3）是由美國槍械製造商史密斯威森於1870—1915年期間生產的一種單動式扳機，中折式裝填轉輪手槍。
這種轉輪手槍有著多種衍生型和子衍生型，當中一種被稱為「俄羅斯型號」（Russian Model）的版本是根據俄羅斯帝國的需求而生產（俄羅斯帝國陸軍於1871年訂購了41,000把.44口徑的3號轉輪手槍）。另一種被稱為「斯科菲爾德」（Schofield）的版本是由喬治·W·斯科菲爾德少校為滿足騎兵的需求而親自改良，並以他的名字來命名。後來，史密斯威森吸收了上述兩種衍生型的設計而研製出1875年型，並改名為「少校型」（Major），以計劃用這種改型贏到更多的軍事訂單。
史密斯威森3號的標準口徑為.44俄式彈和.44 S&W American，而槍上並未刻有任何有關手槍口徑的資料。後來史密斯威森推出了多種不同口徑的版本，包括：.44 Henry Rimfire、.44-40、.32-44、.38-44、和.45斯科菲爾德。
3號轉輪手槍亦曾被多個國家仿製，仿製過這種手槍的國家包括：比利時、德國、俄羅斯帝國和西班牙。
近年來，史密斯威森、阿爾米海諾聖馬可（Armi San Marco）和Uberti等槍廠開始以再生產的方法來使這種手槍再現。

## 俄羅斯型號

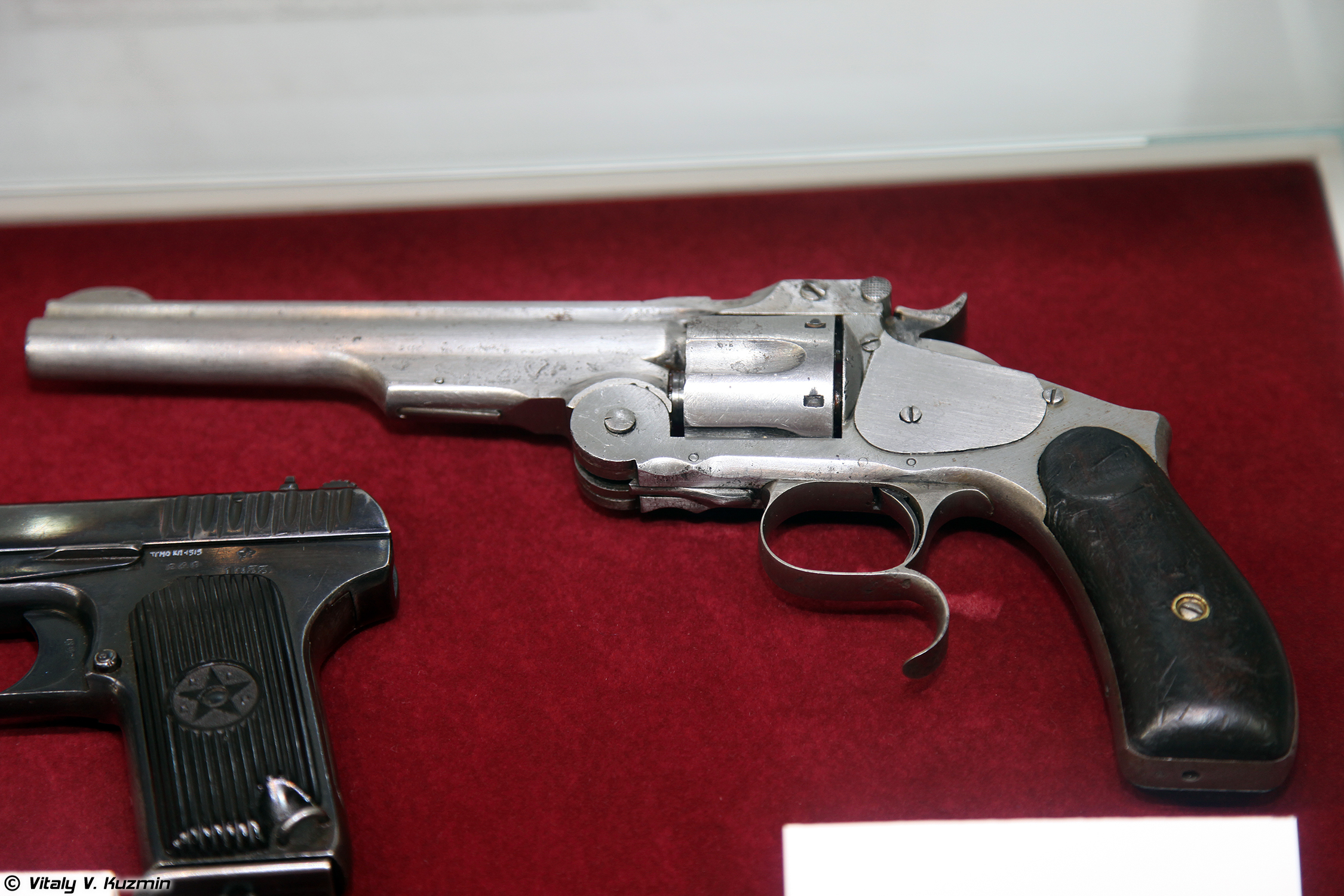
俄羅斯型號

為了滿足俄羅斯帝國的特別訂單，史密斯威森生產了大量的3號轉輪手槍，而這些手槍皆有著三種不同的版本。第一個版本為按照原訂單生產的型號，第二個版本為經過俄羅斯軍械督察改進後的型號，而最後一個版本為採用俄羅斯設計的最後修訂版本。
後來俄羅斯帝國政府請來了大量工程師和槍匠以逆向工程的方式大量仿製出史密斯威森3號手槍，並由本土的圖拉兵工廠負責生產。然而基於當時俄羅斯境內工業不發達的原故，所以當局更委託了德國以及歐洲多國的生產商來生產這些轉輪手槍。這令研發該槍的原供應商史密斯威森近乎破產。
在俄羅斯境內及歐洲各地生產的3號轉輪手槍仿製型通常都有種非常高的品質，但卻比原廠生產的便宜得多。基於這些因素，俄羅斯帝國政府取消了對史密斯威森生產的轉輪手槍之訂單（當中有些手槍已經被生產出來），並推遲或拒絕支付已經交付到部隊的手槍之費用。

## 斯科菲爾德轉輪手槍
美國陸軍於1870年採納了.44 S&W American口徑的史密斯威森3號轉輪手槍，使其成為在美國歷史上第一種發射金屬殼定裝彈藥的制式手槍。當時使用黑火藥裝填的軍用轉輪手槍仍然是部份國家的主流裝備，這些手槍具有很多缺點，例如：裝填速度慢、結構複雜，還有就是容易受到潮濕天氣的影響。
於1875年，美國軍械局授予史密斯威森一份合同，以為軍隊裝備經由喬治·W·斯科菲爾德少校改進過的3號轉輪手槍（被稱為斯科菲爾德轉輪手槍），目的是為了能讓手槍發射已成為美國軍隊制式彈藥的.45柯爾特彈。然而，史密斯威森卻把這種手槍發射自己研製的.45口徑槍彈，是為.45斯科菲爾德彈（或稱：.45 S&W），這種子彈比起.45柯爾特彈略短。後來在戰場上士兵們才發現這種彈藥並不能與.45柯爾特彈通用（儘管兩種彈藥皆能用在柯爾特的手槍上），迫使美國政府將.45斯科菲爾德彈也列為制式彈藥。但是基於倉庫內仍存有大量的.45柯爾特彈並為了方便補給，迫使陸軍放棄大部份斯科菲爾德轉輪手槍並繼續使用柯爾特M1873轉輪手槍。值得一提的是，斯科菲爾德少校已為其設計的閉鎖系統取得了專利，同時亦在史密斯威森售出每把槍後獲得了一定的利潤。而在此同時，喬治的長兄，約翰·M·斯科菲爾德，為陸軍軍械局的頭子。另外亦考慮到政治局勢和其他總總的因素導致了斯科菲爾德轉輪手槍過早的結束了其在陸軍的銷售。
不少斯科菲爾德轉輪手槍曾在北美印第安戰爭期間服役，而當中有報告指出直到美西戰爭和美菲戰爭的時候仍然可見到它們的蹤影。就像其他版本的3號轉輪手槍一樣，它們也受到執法人員和西部的不法份子的歡迎。據稱，傑西·詹姆斯、約翰·衛斯·理哈丁、伯得·格雷特、西奧多·羅斯福、維吉爾·厄普和比利小子等名人皆曾用過這種手槍。另外，許多的斯科菲爾德轉輪手槍曾被當成盈餘品賣給一些分銷商，分銷商通常會把原有的7吋槍管縮短至5吋，並為槍支進行拋光處理。
在1898年美西戰爭結束後，美國陸軍把他們剩餘的斯科菲爾德轉輪手槍全部賣掉。這些剩餘的斯科菲爾德轉輪手槍均被批發商和槍匠翻新（具專業工廠質量水平），然後在商業市場上出售。這些手槍皆有著5吋或7吋長槍管的版本可供選擇。
這些經翻新過的斯科菲爾德轉輪手槍最顯著的買家為富國銀行集團，他們把這些手槍列裝到銀行的守衛，並把槍管縮短至5吋以方便守衛可隱蔽攜帶。富國銀行集團的軍械員亦為手槍刻上“富國銀行公司”（“W.F. & Co”或“Wells Fargo & Co”）的字眼。
在1970年代，隸屬於富國銀行的斯科菲爾德轉輪手槍成為了收藏家眼中的極品，故此亦有一些無良賣家在一些未曾被富國銀行收購的斯科菲爾德轉輪手槍上偽造該銀行集團的標記（事實上，冒牌貨比正貨還多）。

## 新型3號轉輪手槍
在1877年，史密斯威森結束了對3號轉輪手槍大部份型號的生產，並推出了一種被稱為新型3號（New Model No.3）的改良型。該改型的標準口徑為.44俄式彈，但也可透過特別訂單以訂造.44-40邊疆、.32-44、.38-44目標，還有非常罕見的.38-40溫徹斯特等口徑的版本。
於1880年，南澳洲警察局在墨爾本舉行的澳洲博覽會上注視到展示的新型3號轉輪手槍後對裝備新型武器表示了興趣。他們透過史密斯威森在紐約的代理商下了訂單，訂購250把.44俄羅斯口徑的7吋長鍍镍轉輪手槍。同時亦訂購了延伸式槍托、彈藥和重裝組件，貨品於1882年3月抵達阿德萊德。這批轉輪手槍和槍托隨即被刻上了政府的闊箭標記，並被稱為轉輪卡賓槍。它們主要是列裝於在那個時期也維持北部領土治安的騎警。其後於1886—1888年，南澳洲警察局和北澳洲警察局皆進一步少額的購入了更多的轉輪手槍，而有趣的是這批手槍並沒有再次被刻上闊箭標記。在接著的三十年內，轉輪卡賓槍為南、西和北部地區騎警的前線武器。而這些武器的序編號皆是公開的，並列入了《南澳洲警察服役武器》的書本內。在1953年，南澳洲警察的轉輪手槍均被當成盈餘品賣到洛杉磯的西方武器公司（Western Arms Corporation of Los Angeles）。

## 現代重製品
史密斯威森3號轉輪手槍的現代重製版由多間槍廠生產，當中較著名的包括史密斯威森本身，義大利槍廠Uberti和阿爾米海·諾聖馬可（Armi San Marco）。

## 使用國
- 阿根廷
- - 澳洲南部和西部警察：採用使用7吋槍管及裝上槍托的.44口徑新型3號轉輪卡賓槍（英语：revolver-carbines）。[5]
- 大英帝国
- 保加利亞王國
- 加拿大
  - 加拿大皇家騎警
- 大清
- 中華民國
- 義大利王國
- 大日本帝国
  - 日本軍：於1880年代從美國及俄羅斯購入了數千把手槍，並以“一號手槍”（一番形拳銃）的名義裝備大日本帝國海軍，曾在日俄戰爭期間投入使用。
- 墨西哥－購入了4,000把。
- 黑山王国
- 奥斯曼帝国－購入了4,000把。
- 菲律賓
- 罗马尼亚王国
- 俄罗斯帝国
  - 俄羅斯帝國陸軍：於1871年正式採用，直至於1895年被納甘M1895取代後退出前線裝備，並轉交到警察使用。在一次大戰期間，史密斯威森3號轉輪手槍被再次列裝到民兵和軍隊的後勤部隊。
- 苏维埃俄国／ 苏联
  - 工農紅軍：繼承自前沙俄政府，曾用於俄國內戰。
  - 內務人民委員會
- 西班牙
- 美国
  - 美國陸軍：約3,000把.44 S&W American（英语：.44 S&W American）口徑的手槍在1870年獲採用，並成為美國歷史上第一種使用金屬殼定裝彈的制式手槍。
  - 部份地方警察部門

## 登場作品

### 電影
- 1995年—《致命的快感》：在科特（羅素·克勞飾演）被約翰·希律（吉恩·哈克曼飾演）脅迫選購快拔對決用的槍械時，費·“基德”·希律（萊昂納多·迪卡普里奧飾演）向他們推薦的其中一把手槍為移除了扳機護環前部的新型3號轉輪手槍，期間“基德”錯誤的稱其為“斯科菲爾德”。
- 2000年—
- 2003年—《末代武士》：為斯科菲爾德型，由主角納森·歐格仁上尉（湯姆·克魯斯飾演）在與武士交戰期間所使用。
- 2008年—：為斯科菲爾德型，由「修理員」（馬克·華倫飾演）所使用，奇怪的没有抛殼功能。

### 電子遊戲
- 2006年—：為斯科菲爾德型，命名為「Six Shooter」。
- 2013年—《劫薪日2》：為俄羅斯型號。
- 2014年—《西部鏢客大戰》：為斯科菲爾德型，命名為“SW Schofield”，腰射時會使用速射。
- 2015年—：為俄羅斯型號，銀色槍身，並刻有裝飾。
- 2016年—《1》：為俄羅斯型號，命名為“3號轉輪手槍”，.44 American口徑。為所有兵種通用手槍。
- 2018年—《2》：命名為“斯科菲爾德轉輪手槍”，可使用速射。
- 2018年—：命名為“三式手槍”，並且有多種衍生型號，接近俄羅斯型併縮短槍管的三式噴火型，假裝指關節套並縮短槍管的三式指虎型，添加了快速裝填器的三式迅捷型，口徑疑似均為.44 American。

### 動畫
- 2014年—《刀劍神域II》：為斯科菲爾德型，由線上遊戲Gun Gale Online的避子彈遊戲 “Untouchable”中的NPC以速射的方式使用。

### 漫畫
- 2010年—《呆萌蠢戰線 -魔女瓦西卡的戰爭（日语：靴ずれ戦線 -魔女ワーシェンカの戦争-）》：為俄羅斯型號，魔女瓦西卡的配槍。

## 另見
- 史密斯威森軍警型左輪手槍
- 恩菲爾德No.2轉輪手槍
- 韋伯利轉輪手槍
- 二六式轉輪手槍
- M1879帝國轉輪手槍
- 柯爾特單動式陸軍轉輪手槍
- 納甘M1895轉輪手槍
- MAS 1873左輪手槍
- M1892左輪手槍
- MP412 REX轉輪手槍